# Транспорт Парижа

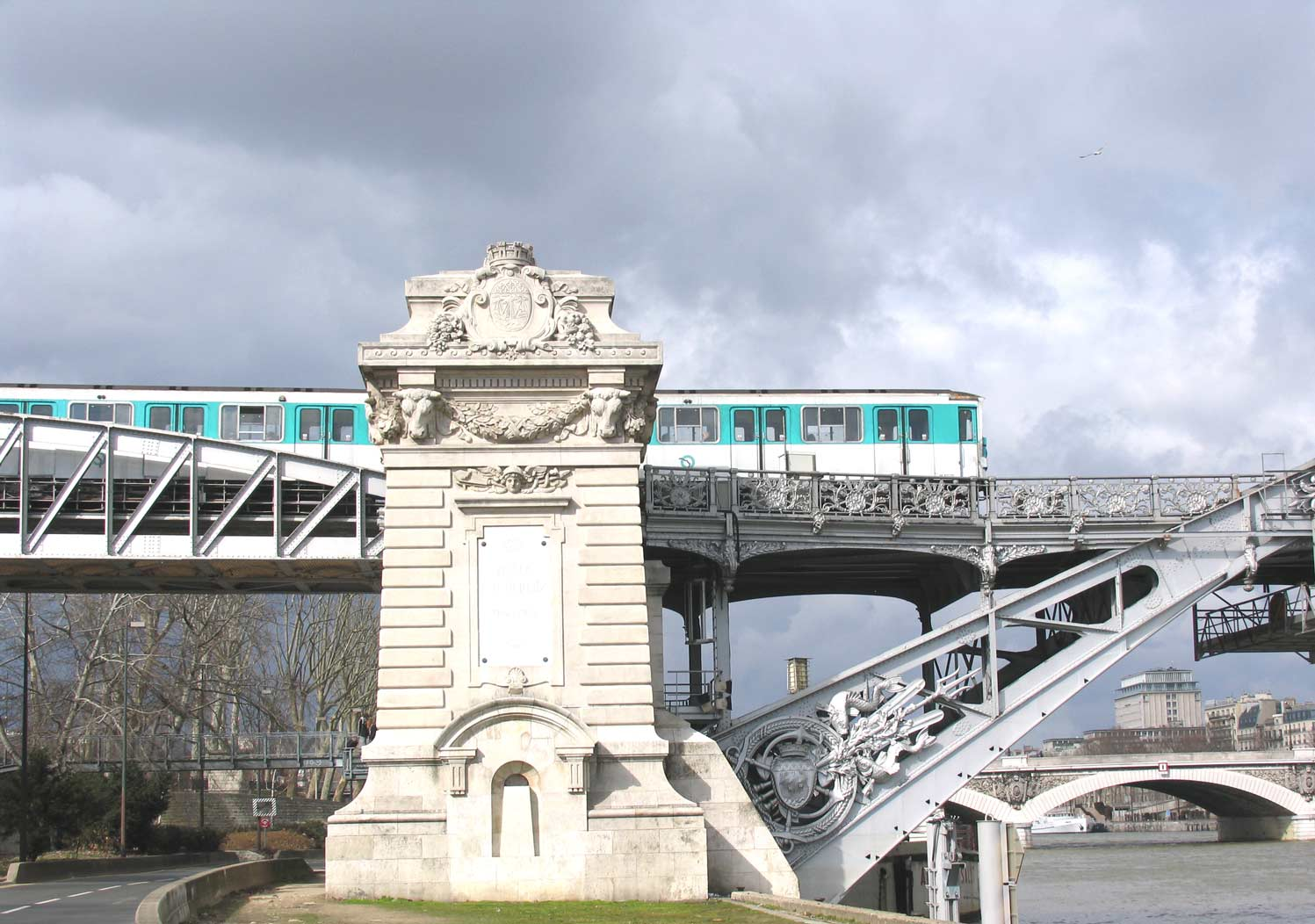
Поезд 5-й линии метро на Аустерлицком мосту

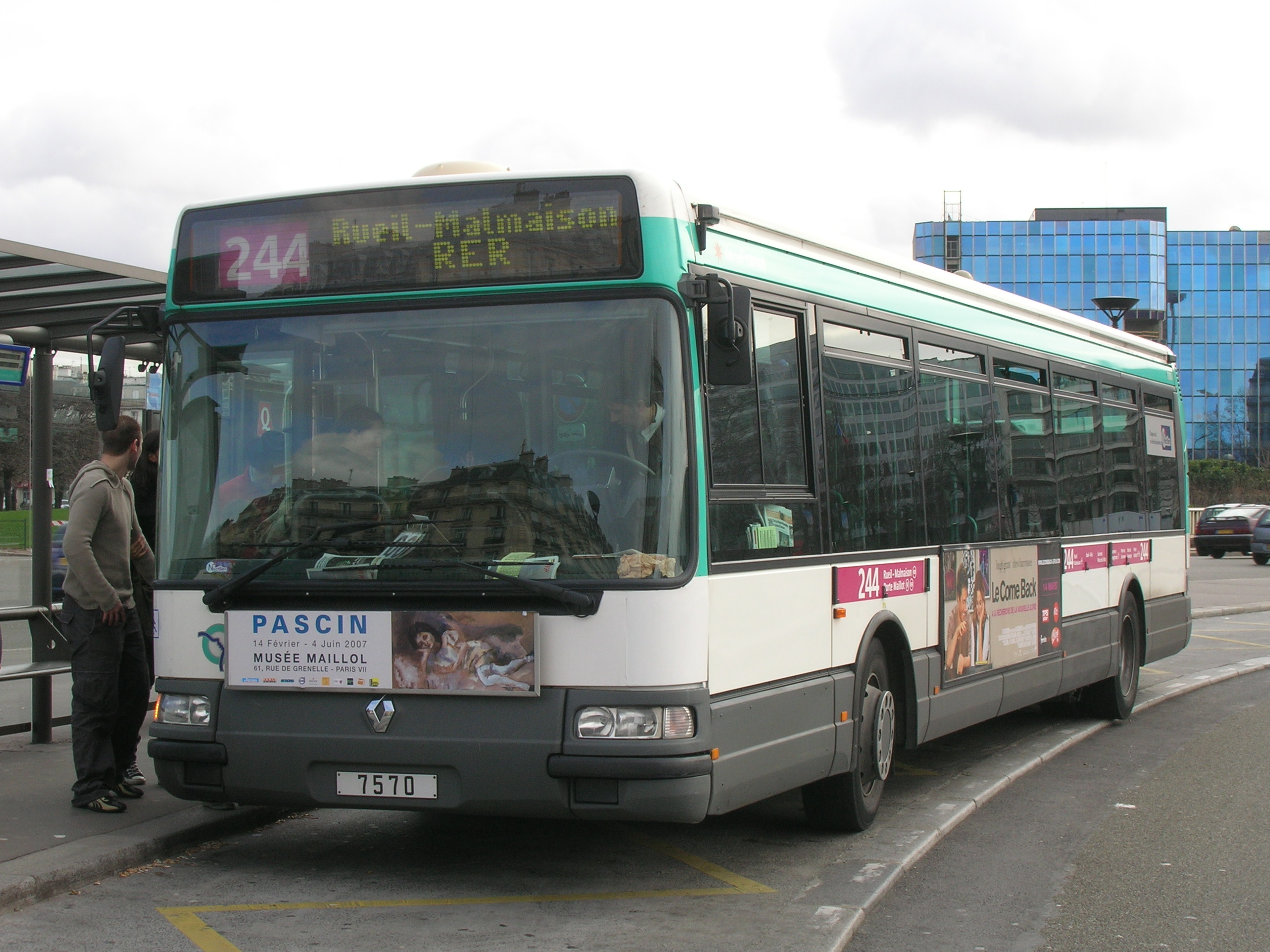
Рейсовый автобус RATP на остановке Порт Майо возле одноимённой станции метро

Транспорт в Париже — транспорт, развитый в столице Франции городе Париже. 

## Железнодорожный транспорт

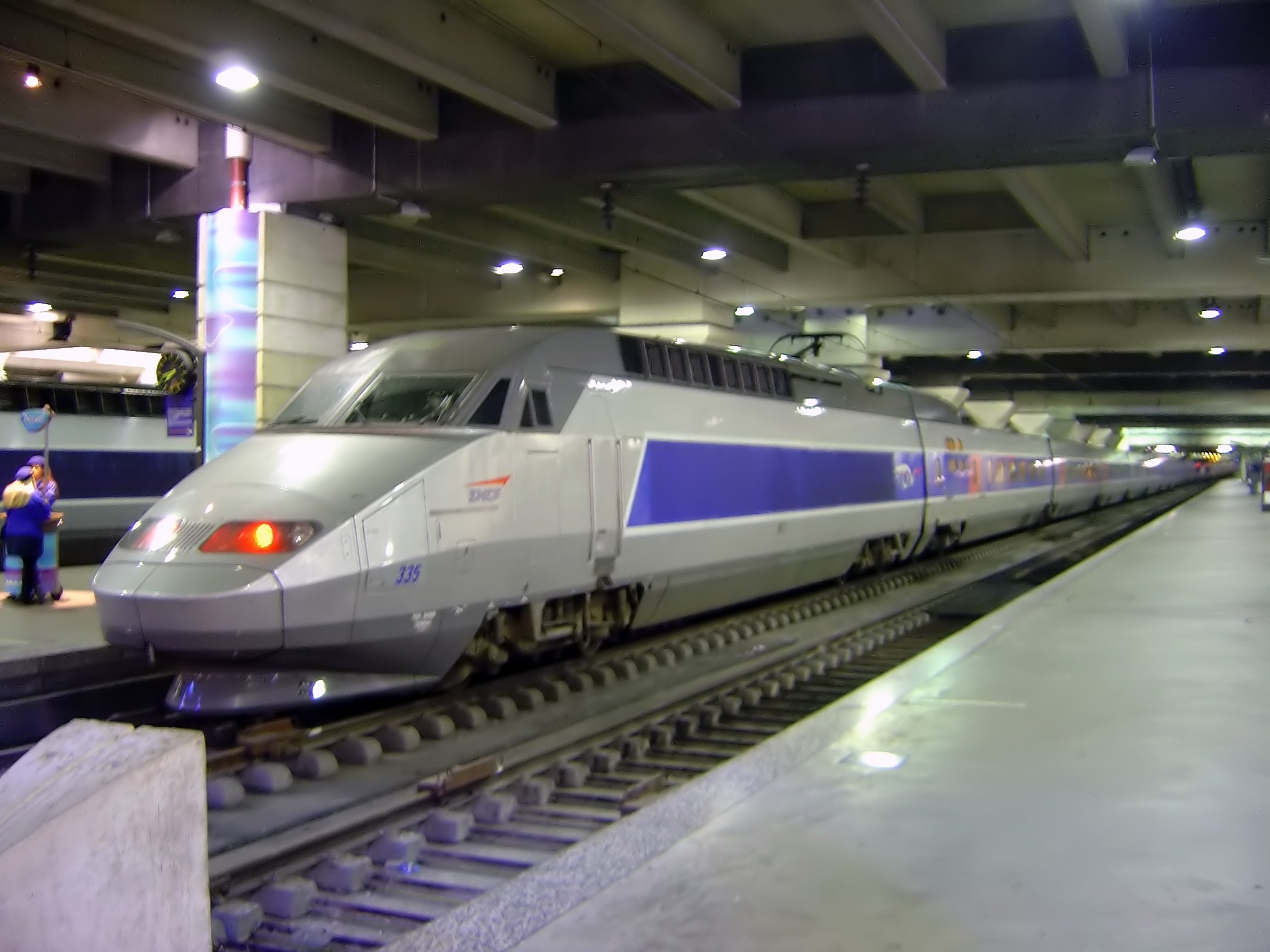
TGV-A отправляется от платформы вокзала Монпарнас в Париже

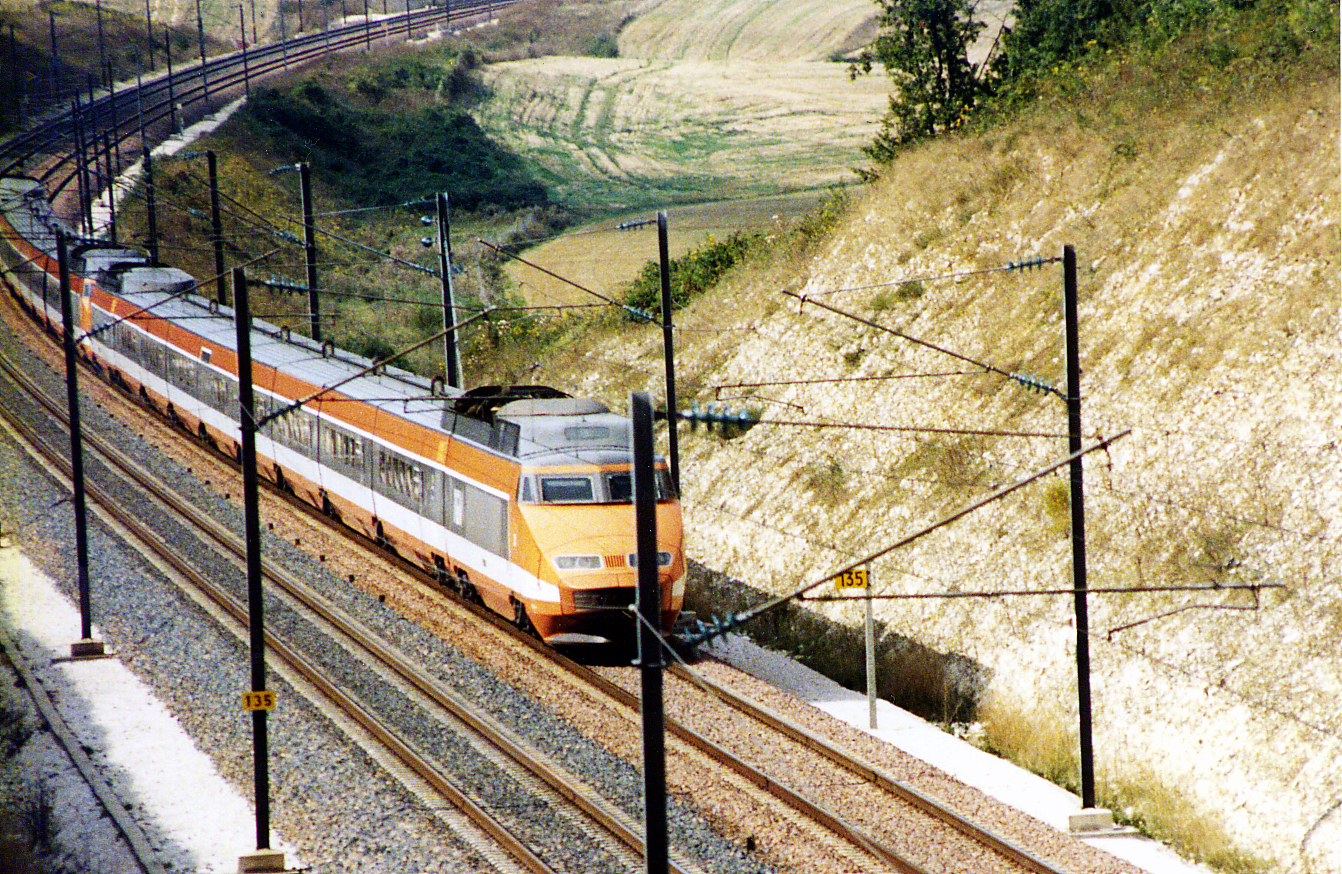
Поезд TGV PSE на линии Париж — Лион в оригинальной оранжевой раскраске (1987 год)

С 1850 года Париж соединён железными дорогами с городами Байонна, Тулуза, Клермон-Ферран, Марсель, Базель, Дюнкерк. 
Первая линия скоростных поездов TGV была открыта 27 сентября 1981 года между Парижем и Лионом (некоторые из них используются для почтового сообщения между городами). 
- Линия LGV Юго-восток (Sud-Est): с Лионского вокзала на Лион (с 1981) ; поезда типа TGV Sud-Est (Юго-восток, читается: сюд-э́ст) были созданы для эксплуатации на первой одноимённой скоростной линии Париж — Лион.
- Линия LGV Атлантика (Atlantique): с вокзала Монпарнас в сторону Ле-Мана и Тура (с 1989)
- Линия LGV Северная Европа (Nord Europe): с Северного вокзала Парижа в сторону Лилля и далее в Брюссель, Амстердам и Кёльн или в Лондон (с 1993).
- Линия LGV Восток связала Париж и Страсбург (с 2006)
- Строится линия LGV Пикардия (Париж — Амьен — Кале).

Одним из самых оживлённых направлений является Париж — Марсель, на нём пускают парные двухэтажные поезда TGV Duplex. 
На линии Париж — Восточная Франция — Южная Германия ходят поезда TGV POS (название расшифровывается как Paris-Ostfrankreich-Süddeutschland).
Сообщение через Евротоннель на высокоскоростных поездах компании Eurostar открылось в 1994 году, соединив континентальную Европу с Лондоном.  Теперь самые быстрые поезда проходят маршрут от Лондона до Парижа всего за 2 часа 15 минут. 
Железнодорожные вокзалы Парижа: 
- Северный вокзал (Gare du Nord)
- Вокзал Сен-Лазар (Gare Saint-Lazare)
- Восточный вокзал (Gare de L'Est)
- Лионский вокзал (Gare de Lyon), построен к Всемирной выставке 1900 года.
- Вокзал Берси (Gare de Bercy)
- Вокзал Монпарнас (Gare Montparnasse)
- Вокзал Аустерлиц (Gare d'Austerlitz)

## Авиационный транспорт
В Париже три основных аэропорта: Шарль-де-Голль, Орли и Бове .
Самый большой французский аэропорт — аэропорт Париж — Шарль-де-Голль, расположен в пригороде Парижа. 
Национальный французский авиаперевозчик Air France осуществляет авиарейсы практически во все страны мира.  

## Общественный транспорт
Французская столица располагает весьма большой, удобной и отлично организованной сетью общественного транспорта, включающей в себя метро, автобусы, трамваи, водный транспорт и пригородные электропоезда, проходящие через центр города.
Ежедневно на работу в Париж приезжает большое количество людей на собственном транспорте, что осложняет передвижение и парковку в черте Парижа, поэтому власти города активно агитируют владельцев автомобилей пользоваться общественным транспортом.

### Метро
Самым удобным и быстрым транспортом Парижа считается метро — одно из старейших в Европе, его первая линия была открыта 19 июля 1900 года. В настоящее время эксплуатацией метро занимается полугосударственная компания RATP (Regie Autonome des Transports Parisiens).
Парижский метрополитен состоит из 16 линий (14 полных и 2 дополняющих; две линии имеют на концах разветвления) общей протяжённостью 212,5 км, что делает его одним из самых больших в мире.
Станции метро расположены так, что максимальное расстояние между любой точкой города и ближайшей станцией метро составляет не более 500 м (это сильно отличает Парижский метрополитен от Московского: поезда первого заметно медленнее, перегоны короче).
Ежегодно Парижское метро перевозит 2866 млн человек (данные 2006 года).
Изначально метро было рассчитано только на обслуживание Парижа. Для того, чтобы исключить возможные соединения сети метро с сетью пригородных железных дорог, власти города ввели правостороннее движение в метро — все остальные французские железнодорожные поезда ходят по левой колее. С 1934 года начато постепенное продление линий метро (кроме 3bis, 6 и 7bis, которые технологически невозможно продлить от ныне действующих конечных станций) в ближнепригородные департаменты Большого Парижа, строительство новых участков в данном направлении продолжается, с разной степенью активности в разные периоды, и в наши дни.
Парижский метрополитен открыт с 5:30 до примерно часа ночи. В пятницу, субботу и перед праздничным днём метро работает до двух часов ночи.

### Экспресс-метро RER

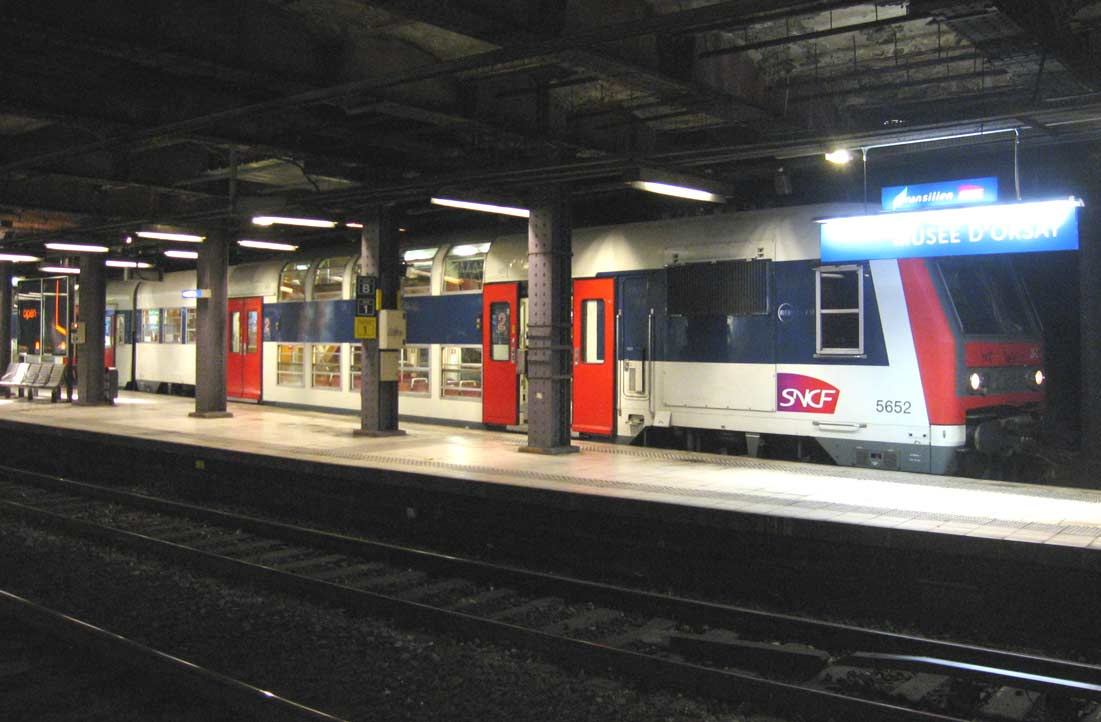
Поезд Z 5600 линии С RER на станции Музей Орсе

Для лучшей связи города с пригородами, параллельно метро была создана сеть региональное экспресс-метро (RER, читается как «Эроэр») — линии пригородных электричек, проходящие в Париже под землёй и пересекающиеся с линиями метро.
Сеть состоит из 5 линий (A, B, C, D, E).
Линии RER эксплуатируются совместно полугосударственными компаниями RATP и SNCF. На тарификацию этот факт никак не влияет: один билет позволяет проехать по всему маршруту, даже если часть его эксплуатируется одной компанией, а часть — другой.
- Автоматические поезда линии Orlyval осуществляют сообщение между обоими терминалами аэропорта Орли и станцией RER Antony линии В.

### Пригородные поезда Транзильен
Наряду с RER действует сеть пригородных поездов (Transilien), обслуживаемых полугосударственной железнодорожной компанией SNCF.
Основное отличие этих поездов от RER состоит в худшей интеграции с системой метро, в результате чего не всегда возможно использовать один и тот же билет для поездки на пригородном поезде и метро.

### Речной
Batobus — коммерческий водный транспорт, ориентированный в основном на туристов, имеет 9 остановок в центре города, круглогодичный. 

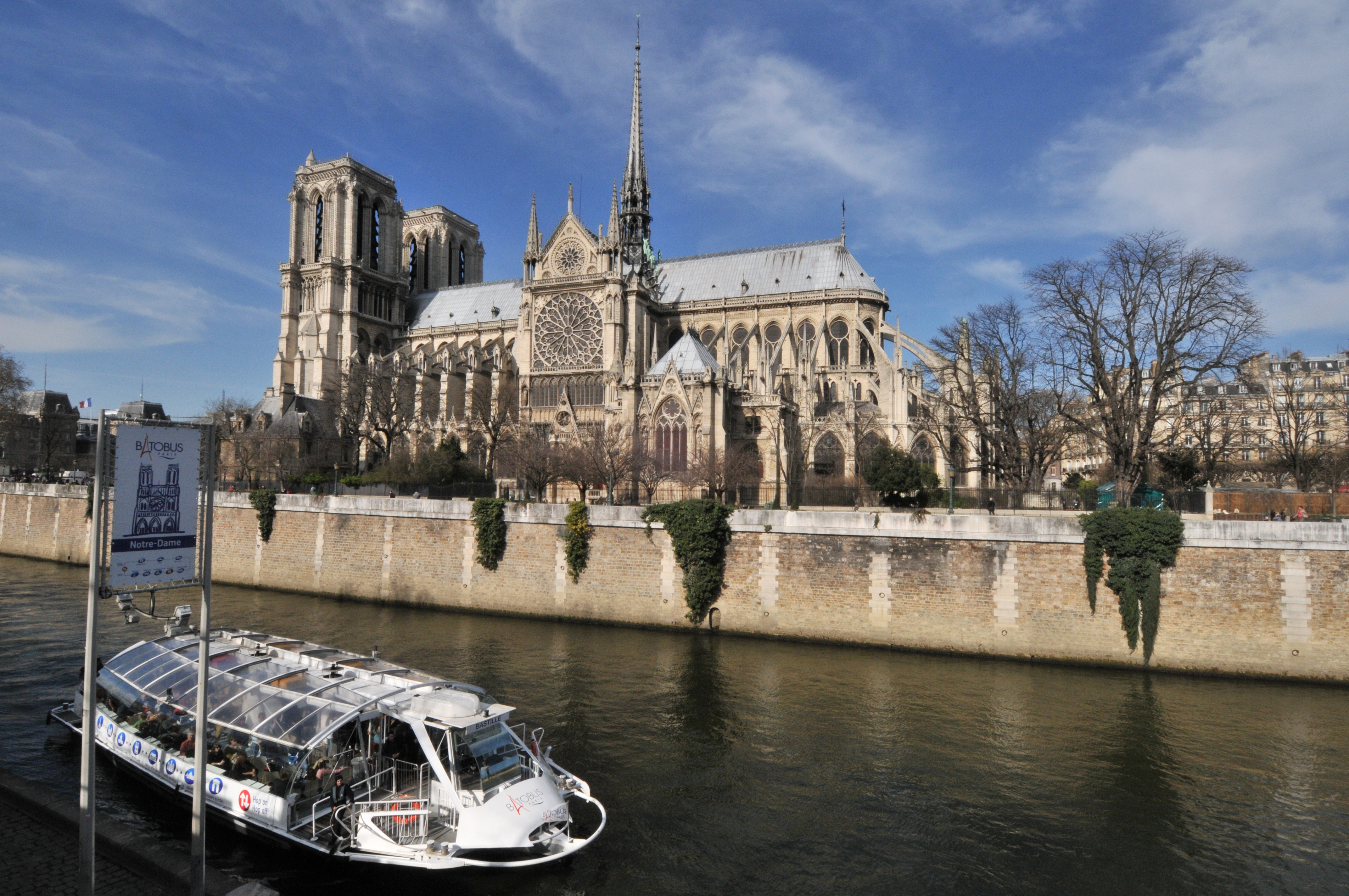
Речной автобус Batobus

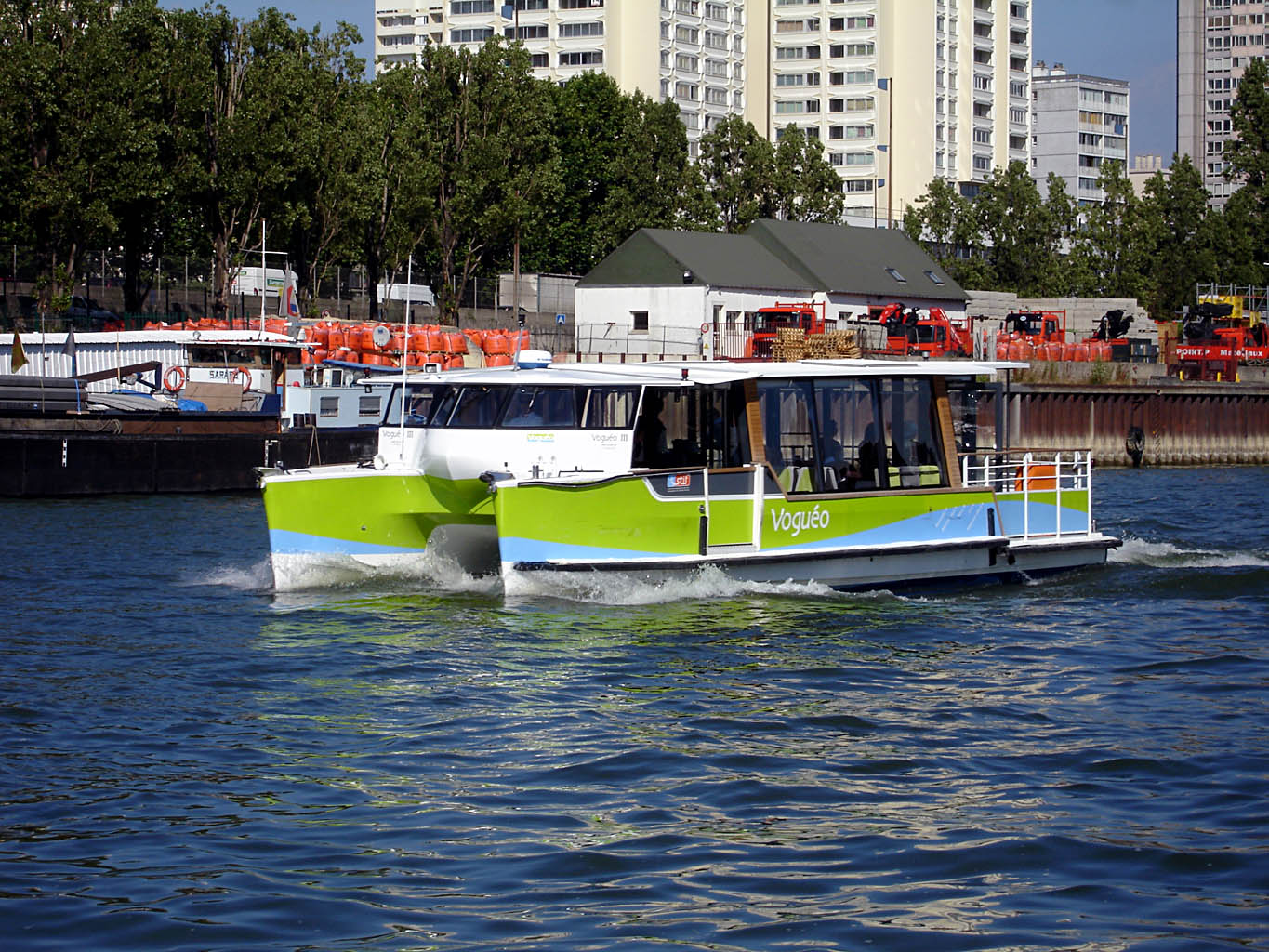
Катамаран Voguéo

- Voguéo — линия от Аустерлицкого вокзала вверх по течению Сены (Maison-Alfort). Действовала в экспериментальном режиме с 2008 по 2011 год.

### Трамвай

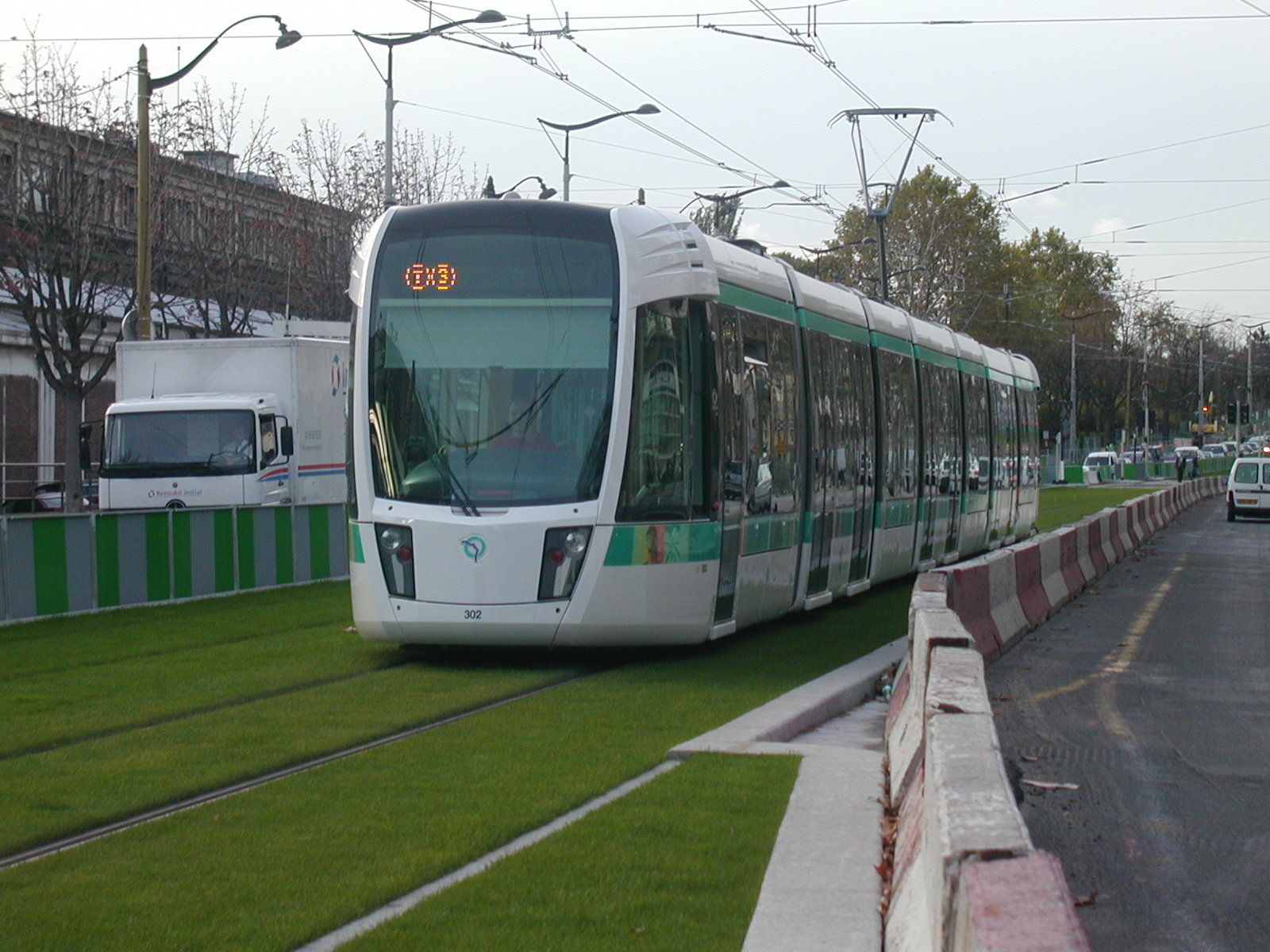
Трамвай на линии Т3

Сеть парижского трамвая состоит из десяти линий, лишь две из которых (Т3а и Т3b) проходят в пределах официальных границ Парижа.
В настоящее время идёт активное возрождение трамвайной сети, в ближайшие годы планируется создание десятка новых линий в пригородных департаментах региона Иль-де-Франс.

### Рейсовые автобусы
В Париже имеется большая автобусная сеть.

Линии парижских автобусов имеют двузначные номера, даже если они частично выходят за пределы города; трёхзначные номера зарезервированы для линий, соединяющих пригороды между собой.
Большинство автобусных линий работают с 6:30 до 20:30, некоторые линии по воскресеньям и праздничным дням не обслуживаются.
- Ночью работают автобусы специальных линий Noctilien, в основном связывающие Париж с пригородами[11].

- Маленький электрический автобус Монмартробюс (Montmartrobus) был создан специально для маршрута от площади Пигаль до верхушки холма Монмартр по узким улицам холма[12].

- Roissybus (Руассибюс) — автобус, соединяющий аэропорт Шарль-де-Голль со станцией метро Опера[13].

- Orlybus (Орлибюс) — автобус, соединяющий оба терминала аэропорта Орли со станцией Парижского метрополитена Данфер-Рошро[14].

### Троллейбус
Впервые троллейбус появился в Париже в 1900 году. Регулярное троллейбусное движение началось в 1912 году. С началом Первой мировой войны эксплуатация троллейбусов прекратилась, а в межвоенный период троллейбусное движение существовало с 7 апреля 1925 по 8 июля 1935 года, но потом троллейбус сочли нерентабельным. Его эксплуатация возобновилась лишь в период немецкой оккупации Парижа. Троллейбус продолжил своё существование и в послевоенное время, но 1 апреля 1966 года троллейбусные линии в Париже вновь ликвидировали, и теперь троллейбусов в Париже нет.

### Фуникулёр

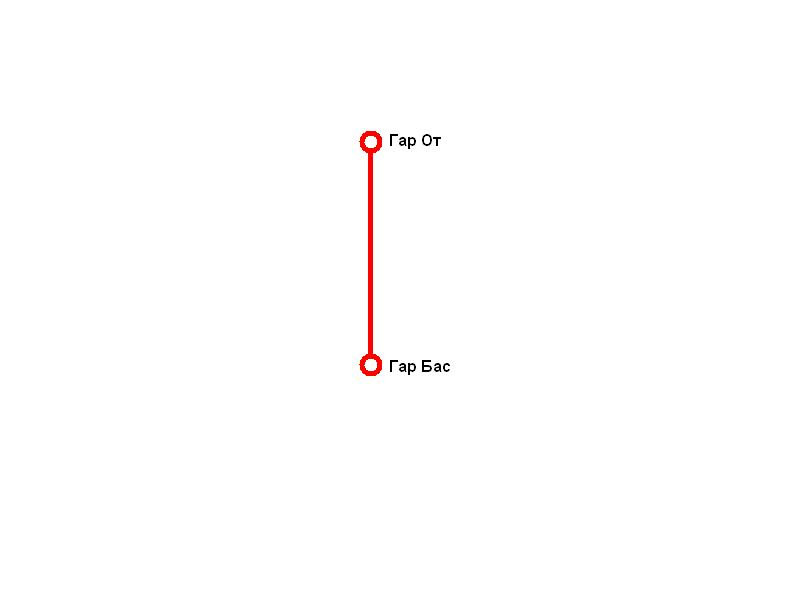
Схема линии монмартрского фуникулёра

В Париже действует одна линия городского фуникулёра, поднимающая пассажиров на холм Монмартр. Для оплаты проезда на фуникулёре действительны билеты метрополитена.

### Такси
В Париже насчитывается свыше 470 стоянок такси.

### Прокат
Велосипеды
В Париже существует множество велосипедных дорожек, часто велосипедам разрешено занимать полосы, зарезервированные для общественного транспорта (автобусы и такси).

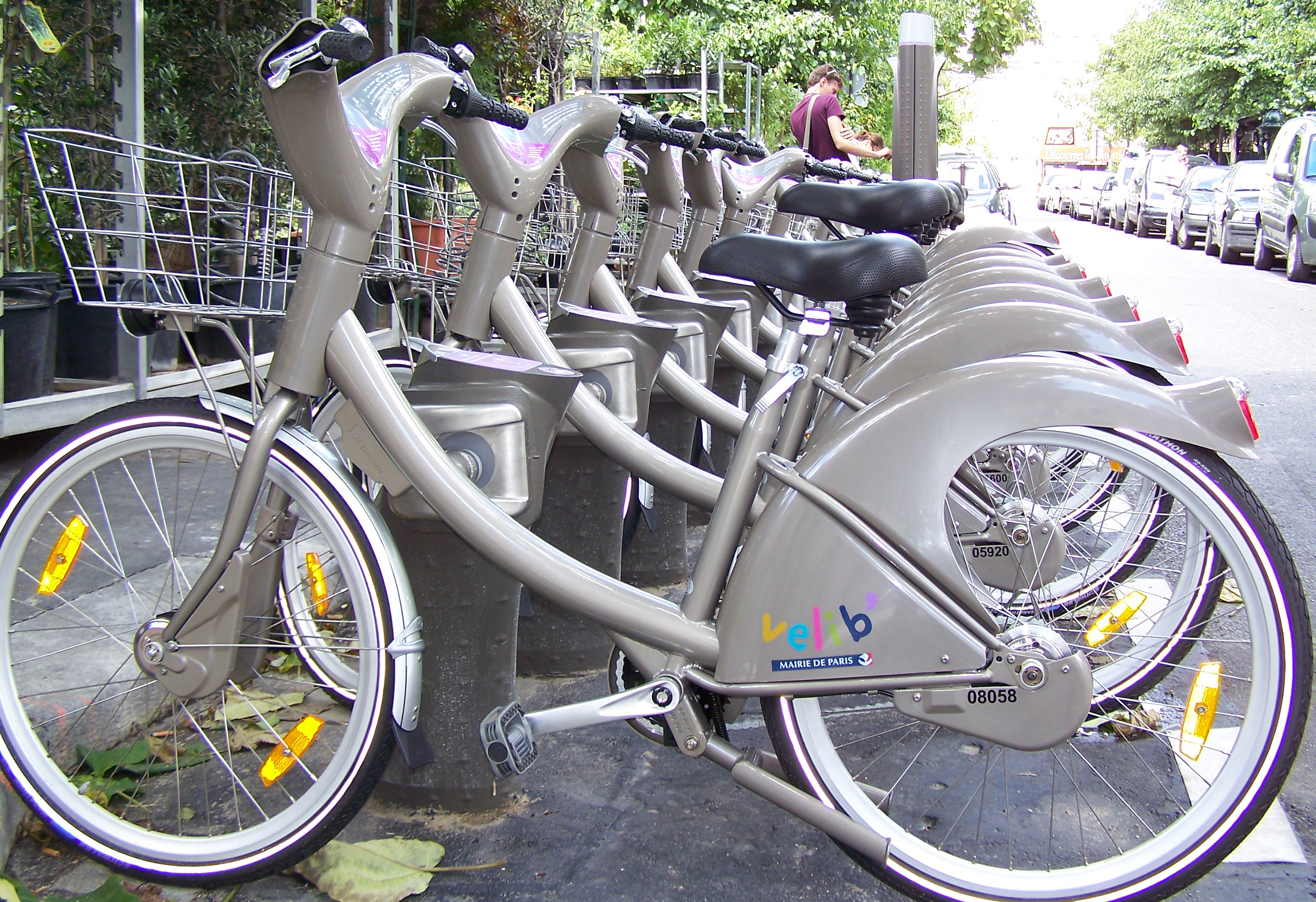
Станция Vélib’ возле метро Сите

В Париже действует система велосипедного транспорта Vélib' Métropole, по городу построены сотни станций Vélib’, где можно взять напрокат велосипед, и куда его нужно сдать по прибытии (станция сдачи может отличаться от станции отправления). Таким образом система Vélib’ кардинально отличается от обычного почасового проката велосипедов, что подчёркивается прогрессивной шкалой тарификации: первые 30 минут использования велосипеда бесплатны, каждые последующие 30 минут дороже предыдущих.
Эксплуатация сети Vélib’ осуществляется частной компанией JCDecaux по заказу города Париж. В 2009 году началось расширение сети станций Vélib’ на ближайшие пригороды Парижа — планируется установить 181 станцию в 30 ближайших к столице городах.
Одноразовых билетов не существует, но на большинстве станции Vélib’ можно купить дневной или недельный проездной. Существует также годовой проездной, купить который можно по почте или через интернет.
Электросамокаты
4 апреля 2023 г. жители Парижа на референдуме решили запретить аренду электросамокатов. Французская столица стала первым городом, принявшим такое решение.
Автомобили
В Париже работает сеть краткосрочной аренды электромобилей Autolib'.